# Альберто Варгас
Альбе́рто Ва́ргас (ісп. Joaquin Alberto Vargas y Chávez, 9 лютого 1896 — 30 грудня 1982) — американський художник та ілюстратор перуанського походження, відомий своїми малюнками напівоголених дівчат в стилі «пін-ап». Його часто вважають одним з найвідоміших художників пінапу. Численні картини Варгаса продавалися і продовжують продаватися за сотні тисяч доларів.

## Життя і кар'єра
Народившись у Арекіпа, Перу, Варгас у 20-річному віці переїхав до США після вивчення мистецтва в Цюриху і Женеві перед початком Першої світової війни. Коли Варгас навчався у Європі, йому до рук потрапив французький журнал «La Vie parisienne» з обкладинкою роботи Рафаеля Кіршнер, яка, за словами Варгоса, сильно вплинула на його творчість. Альберто Варгас був сином відомого перуанського фотографа Макса Варгаса (Max T. Vargas).
Перший час у Нью-Йорку Варгас працював художником ревю «Безумства Зігфілда» і багатьох голлівудських кіностудій. Зігфільд повісив його картину, що зображала Олів Томас, в театрі, і вона вважалася однією з найперших «дівчат Варгаса». Найвідомішою роботою Варгаса у кінематографі стала афіша до кінофільму 1933 року «Гріх Нори Моран», на якій зображена майже гола Зіта Йоганн (Zita Johann) у позі відчаю. Плакат часто називають одним з найкращих кіноафіш в історії.
Художник отримав широку популярність у 1940-х роках як автор канонічних пінапів періоду Другої світової війни для журналу «Esquire», так званих «дівчат Варгаса» («Vargas Girls»). Малюнки на фюзеляжах («nose art») багатьох військових літаків американців і їх союзників часів Другої світової війни були натхненні пінапом з журналу «Esquire», а також пінапами Джорджа Петті та інших художників.

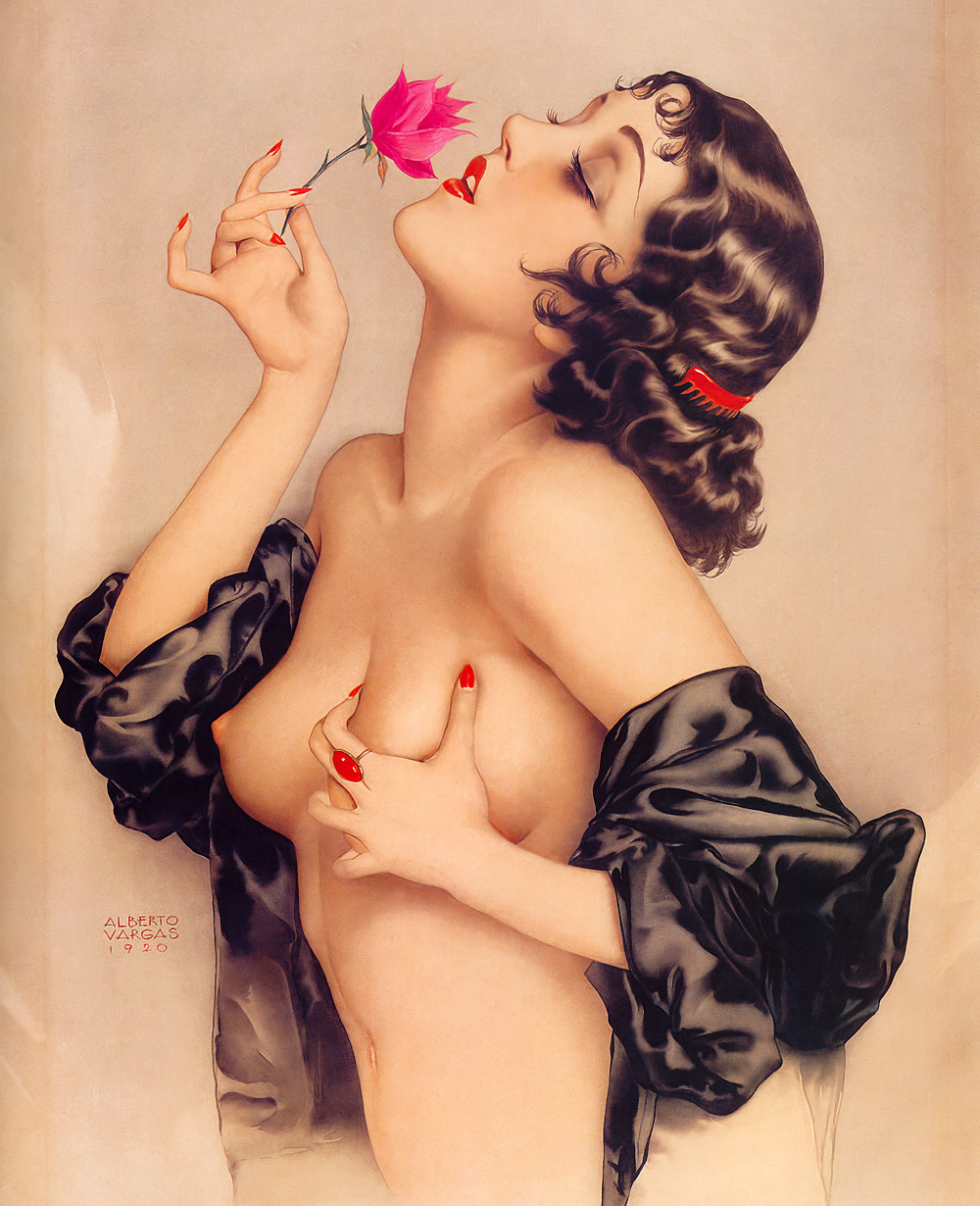
«Спогади Олів» (1920).

«Дівчата Варгаса» стали приводом для судового позову проти видання. Між Поштовою службою США та журналом «Esquire» з 1943 по 1946 рік ішла тяжба Ханнеган проти «Esquire Inc.» Поштове відомство прагнуло домогтися або заборони подібних зображень на обкладинках журналу, або переведення видання у дорогу поштову розсильну категорію. «Дівчата Варгаса» та інші пінап-картини «Esquire» за результатами тяжби були визнані судом такими, що не порушують суспільну мораль. «Esquire» переміг у цьому судовому розгляді.
У 2004 році Г'ю Гефнер, засновник і головний редактор журналу «Playboy», який раніше працював в журналі «Esquire», писав:

Поштове відомство США спробувало розорити Esquire у 1940-і, відібравши у нього дозвіл на розсилку поштою другого класу. Особливо федерали заперечували проти карикатур і пінапів Альберто Варгаса. Esquire виграв судову справу, яку дійшла до Верховного суду, але журнал про всяк випадок відмовився від карикатур.

Художник відчував труднощі фінансового характеру до 1960-х років, коли журнал Playboy почав використовувати його роботи, називаючи ці зображення «дівчатами Варгаса». Після того як Альберто Варгас почав співпрацювати з новим виданням, журнал Esquire заявив свої права на бренд «Varga». Судовий спір з журналом Esquire з приводу використання імені «Varga» (Варга) був Варгасом програний. Втім, Playboy називав роботи художника «Vargas Girls», що робило їх легко впізнаваними. Альберто Варгас став успішним художником, великі виставки його картин відбувалися по всьому світу. Художні роботи Варгаса, картини і кольорові малюнки, періодично публікувалися у деяких випусках журналу Playboy у 1960-і і 1970-і роки.
Смерть дружини Анни Мей (Anna Mae) у 1974 році вразила художника, і він перестав малювати. Анна Мей була його моделлю і бізнес-менеджером, його музою у всьому. Видання його автобіографії у 1978 році відродило інтерес до його робіт і частково вивело художника з добровільної відмови від творчості. Варгас створив кілька нових робіт, якими були обкладинки до альбомів рок-гурту The Cars («Candy-O», 1979) і співачки Бернадетт Пітерс («Bernardette Peters», 1980; «Now Playing», 1981).
Помер Альберто Варгас у віці 86 років у результаті інсульту 30 грудня 1982 року.
Багато робіт Варгаса періоду його співпраці з журналом Esquire сьогодні зберігаються у Художньому музеї ім. Х. Ф. Спенсер («Spencer Museum of Art») при Канзаському університеті. Музей отримав ці картини у 1980 році разом з великим корпусом інших творів мистецтва у подарунок від журналу.

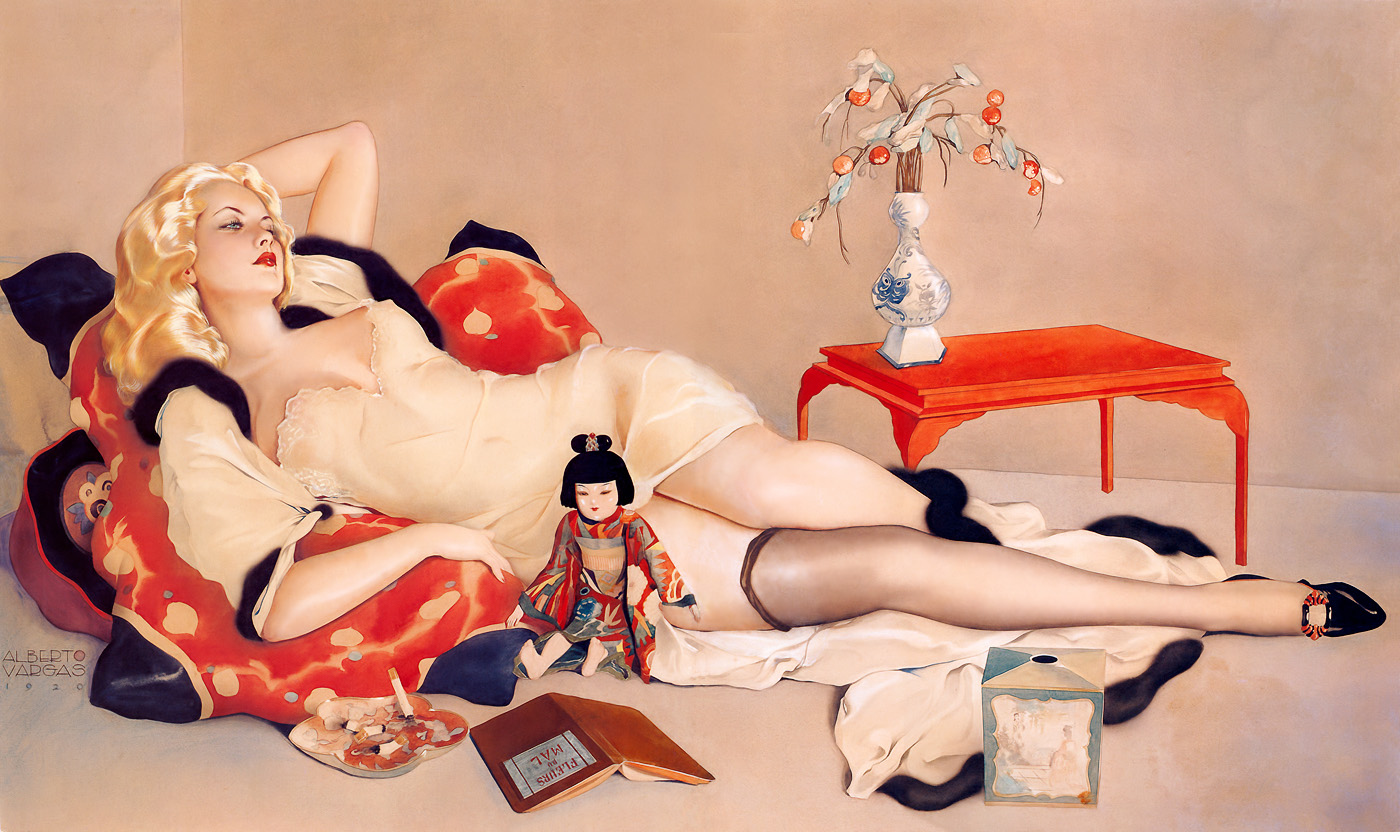
Картина «Fleurs du mal» («Квіти зла»), 1920 рік.

У грудні 2003 року на аукціоні «Крістіс» при розпродажі архівів журналу Playboy картини Варгаса «Trick or Treat» (1967) були продані за 71 600 доларів США.
Свої роботи художник зазвичай виконував в змішаній техніці акварелі і аерографа. Його майстерне володіння аерографом знайшло своє підтвердження в установі премії імені Варгаса (Vargas Award), яка щорічно присуджується журналом Airbrush Action Magazine. Попри те, що йому завжди позували натурниці, художник часто зображав елегантно одягнених, напівоголених і оголених жінок ідеалізованих пропорцій. Характерною рисою художньої манери Варгаса можуть бути тонкі пальці на руках і ногах з нігтями часто червоного кольору. Варгас вважається одним з найкращих художників свого жанру. Також він судив конкурси краси «Міс Всесвіт» у 1956—1958 роках.
Серед відомих жінок, зображених Варгасом: Олів Томас, Біллі Берк, Ніта Нальді, Мерілін Міллер, Полетт Годдар, Бернадетт Пітерс, Айріш Макколла і Рут Еттінг.